# فسحة سماوية
فسحة سماوية هو مسلسل تلفزيوني سوري من إخراج سيف الدين سبيعي، وتأليف مية الرحبي، وبطولة منى واصف٫ يارا صبري، جهاد سعد، وفاء موصللي، سلافة معمار. أُنتج وعُرض في عام 2005 
تتلخص قصة المسلسل في مجموعة من الأشخاص الذين يعيشون كلٌ بمفرده في غرف مستأجرة في طابقين منفصلين من دار عربية قديمة، تملكها أم فواز (منى واصف)، سيدة في السبعين من العمر تؤجر غرف الطابق السفلي للنساء وغرف الطابق العلوي للرجال، تتقاطع حياتهم اليومية في نطاق المكان.

## طاقم العمل
- الإخراج: سيف الدين سبيعي
- التأليف: مية الرحبي
- البطولة:

- منى واصف - أم فواز
- يارا صبري - سحر
- جهاد سعد - نبيل
- وفا، موصلي - جميلة
- سلافة معمار - شمس
- عبير شمس الدين - سعاد
- ميلاد يوسف - طارق
- أنطوانيت نجيب - جهينة خانم
- جيني إسبر - ياسمين
- محمد خير الجراح - عبود
- محمد خاوندي - أبو أحمد
- رفيق السبيعي - أبو سعيد
- طلال مارديني - فواز
- ميريام عطا الله - لولو